# Lista de municípios de Pernambuco por IDH-M

Mapa do IDH de Pernambuco.Legenda:
Muito alto (nenhum município)
Alto (6 municípios)
Médio (72 municípios)
Baixo (106 municípios)
Muito baixo (1 município)

Esta é uma lista de municípios do estado brasileiro de Pernambuco por Índice de Desenvolvimento Humano (IDH), segundo dados do Programa da Nações Unidas para o Desenvolvimento (PNUD) datados do ano 2010. De acordo com os dados de 2010, o município com o maior Índice de Desenvolvimento Humano no estado de Pernambuco era Fernando de Noronha, com um índice de 0,788 (considerado alto), e o município com o menor índice foi Manari, com um índice de 0,487 (considerado muito baixo). De todos os municípios do estado, nenhum município registrou um IDH muito alto, enquanto 5 apresentaram um IDH alto, 72 IDH médio, 106 municípios IDH baixo, e 1 município IDH muito baixo.
O cálculo do índice é composto a partir de dados de expectativa de vida ao nascer (IDH-L), educação (IDH-E), e PIB em Paridade do Poder de Compra per capita (IDH-R) recolhidos em nível nacional ou regional, e possui o objetivo de medir o padrão de vida. O índice foi desenvolvido em 1990 pelos economistas Amartya Sen e Mahbub ul Haq, e vem sendo usado desde 1993 pelo Programa das Nações Unidas para o Desenvolvimento (PNUD).
O Índice de Desenvolvimento Humano varia de 0 até 1, e nesta lista é dividido em cinco categorias: IDH muito alto (0,800 – 1,000), IDH alto (0,700 – 0,799), IDH médio (0,600  0,699), IDH baixo (0,500 – 0,599) e IDH muito baixo (0,000 – 0,499).

## Lista
| Posição           | Cidade                          | Dados de 2010    |  |
| Posição           | Cidade                          | IDH municipal    |  |
| IDH-M muito alto  | IDH-M muito alto                | IDH-M muito alto |  |
| ----------------- | ------------------------------- | ---------------- |  |
| nenhum município  |                                 |                  |  |
| IDH-M alto        |                                 |                  |  |
| 1                 | Fernando de Noronha             | 0,788            |  |
| 2                 | Recife                          | 0,772            |  |
| 3                 | Olinda                          | 0,735            |  |
| 4                 | Paulista                        | 0,732            |  |
| 5                 | Jaboatão dos Guararapes         | 0,717            |  |
| 6                 | Petrolina                       | 0,702            |  |
| IDH-M médio       |                                 |                  |  |
| 7                 | Camaragibe                      | 0,692            |  |
| 8                 | Cabo de Santo Agostinho         | 0,686            |  |
| 9                 | Carpina                         | 0,680            |  |
| 10                | Abreu e Lima                    | 0,679            |  |
| 11                | Caruaru                         | 0,677            |  |
| 12                | Triunfo                         | 0,670            |  |
| 13                | Salgueiro                       | 0,669            |  |
| 14                | Arcoverde                       | 0,667            |  |
| 15                | Igarassu                        | 0,665            |  |
| 16                | Garanhuns                       | 0,664            |  |
| 17                | Limoeiro                        | 0,663            |  |
| 18                | Nazaré da Mata                  | 0,662            |  |
| 19                | Serra Talhada                   | 0,661            |  |
| 20                | Afogados da Ingazeira           | 0,657            |  |
| 21                | Ilha de Itamaracá               | 0,653            |  |
| 22                | São Lourenço da Mata            | 0,653            |  |
| 23                | Moreno                          | 0,652            |  |
| 24                | Goiana                          | 0,651            |  |
| 25                | Santa Cruz do Capibaribe        | 0,648            |  |
| 26                | Jatobá (Pernambuco)             | 0,645            |  |
| 27                | Belém do São Francisco          | 0,642            |  |
| 28                | Taquaritinga do Norte           | 0,641            |  |
| 29                | Vitória de Santo Antão          | 0,640            |  |
| 30                | Paudalho                        | 0,639            |  |
| 31                | São José do Egito               | 0,635            |  |
| 32                | Surubim                         | 0,635            |  |
| 33                | Gravatá                         | 0,634            |  |
| 34                | Tuparetama                      | 0,634            |  |
| 35                | Itapissuma                      | 0,633            |  |
| 36                | Escada                          | 0,632            |  |
| 37                | Belo Jardim                     | 0,629            |  |
| 38                | Iati                            | 0,628            |  |
| 39                | Floresta                        | 0,626            |  |
| 40                | Cabrobó                         | 0,623            |  |
| 41                | Petrolândia                     | 0,623            |  |
| 42                | Ferreiros                       | 0,622            |  |
| 43                | Palmares                        | 0,622            |  |
| 44                | Ouricuri                        | 0,621            |  |
| 45                | Ipojuca                         | 0,619            |  |
| 46                | Timbaúba                        | 0,618            |  |
| 47                | Toritama                        | 0,618            |  |
| 48                | Cedro                           | 0,615            |  |
| 49                | Rio Formoso                     | 0,613            |  |
| 50                | Sertânia                        | 0,613            |  |
| 51                | Santa Cruz da Baixa Verde       | 0,612            |  |
| 52                | Lajedo                          | 0,611            |  |
| 53                | Orobó                           | 0,610            |  |
| 54                | Orocó                           | 0,610            |  |
| 55                | Pesqueira                       | 0,610            |  |
| 56                | São José do Belmonte            | 0,610            |  |
| 57                | Catende                         | 0,609            |  |
| 58                | Lagoa do Carro                  | 0,609            |  |
| 59                | Macaparana                      | 0,609            |  |
| 60                | Ingazeira                       | 0,608            |  |
| 60                | São José da Coroa Grande        | 0,608            |  |
| 61                | Bezerros                        | 0,606            |  |
| 62                | Camutanga                       | 0,606            |  |
| 63                | Tabira                          | 0,605            |  |
| 64                | Tracunhaém                      | 0,605            |  |
| 65                | Verdejante                      | 0,605            |  |
| 66                | Vicência                        | 0,605            |  |
| 67                | Aliança                         | 0,604            |  |
| 68                | Chã de Alegria                  | 0,604            |  |
| 69                | Glória do Goitá                 | 0,604            |  |
| 70                | Sanharó                         | 0,603            |  |
| 71                | Araripina                       | 0,602            |  |
| 72                | Bom Jardim                      | 0,602            |  |
| 73                | Condado                         | 0,602            |  |
| 74                | Gameleira                       | 0,602            |  |
| 75                | Lagoa de Itaenga                | 0,602            |  |
| 76                | Ribeirão                        | 0,602            |  |
| 77                | Feira Nova                      | 0,600            |  |
| 78                | Moreilândia                     | 0,600            |  |
| IDH-M baixo       |                                 |                  |  |
| 79                | Alagoinha                       | 0,599            |  |
| 80                | Chã Grande                      | 0,599            |  |
| 81                | Parnamirim                      | 0,599            |  |
| 82                | Terra Nova                      | 0,599            |  |
| 83                | Altinho                         | 0,598            |  |
| 84                | Iguaraci                        | 0,598            |  |
| 85                | Pombos                          | 0,598            |  |
| 86                | Lagoa Grande                    | 0,597            |  |
| 87                | Sirinhaém                       | 0,597            |  |
| 88                | Granito                         | 0,595            |  |
| 89                | Itacuruba                       | 0,595            |  |
| 90                | Serrita                         | 0,595            |  |
| 91                | Trindade                        | 0,595            |  |
| 92                | Custódia                        | 0,595            |  |
| 93                | Buenos Aires                    | 0,593            |  |
| 94                | Santa Terezinha                 | 0,593            |  |
| 95                | São Bento do Una                | 0,593            |  |
| 96                | Tamandaré                       | 0,593            |  |
| 97                | Agrestina                       | 0,592            |  |
| 98                | Araçoiaba                       | 0,592            |  |
| 99                | Cupira                          | 0,592            |  |
| 100               | Itapetim                        | 0,592            |  |
| 101               | Passira                         | 0,592            |  |
| 102               | Venturosa                       | 0,592            |  |
| 103               | Mirandiba                       | 0,591            |  |
| 104               | São Caetano                     | 0,591            |  |
| 105               | Santa Maria da Boa Vista        | 0,590            |  |
| 106               | Dormentes                       | 0,589            |  |
| 107               | Afrânio                         | 0,588            |  |
| 108               | Camocim de São Félix            | 0,588            |  |
| 109               | Barreiros                       | 0,586            |  |
| 110               | Itaquitinga                     | 0,586            |  |
| 111               | Sairé                           | 0,585            |  |
| 112               | Solidão                         | 0,585            |  |
| 113               | Carnaíba                        | 0,583            |  |
| 114               | Vertentes                       | 0,582            |  |
| 115               | Amaraji                         | 0,580            |  |
| 116               | Ibirajuba                       | 0,580            |  |
| 117               | Primavera                       | 0,580            |  |
| 118               | Cachoeirinha                    | 0,579            |  |
| 119               | Belém de Maria                  | 0,578            |  |
| 120               | Machados                        | 0,578            |  |
| 121               | Barra de Guabiraba              | 0,577            |  |
| 122               | Quixaba                         | 0,577            |  |
| 123               | Exu                             | 0,576            |  |
| 124               | Frei Miguelinho                 | 0,576            |  |
| 125               | João Alfredo                    | 0,576            |  |
| 126               | Itambé                          | 0,575            |  |
| 127               | Jaqueira                        | 0,575            |  |
| 128               | Jupi                            | 0,575            |  |
| 129               | Brejinho                        | 0,574            |  |
| 130               | Carnaubeira da Penha            | 0,573            |  |
| 131               | Tacaratu                        | 0,573            |  |
| 132               | Angelim                         | 0,573            |  |
| 133               | Cumaru                          | 0,572            |  |
| 134               | Calumbi                         | 0,572            |  |
| 135               | Riacho das Almas                | 0,570            |  |
| 136               | São João                        | 0,570            |  |
| 137               | Panelas                         | 0,569            |  |
| 138               | Cortês                          | 0,568            |  |
| 139               | Casinhas                        | 0,567            |  |
| 140               | Pedra                           | 0,567            |  |
| 141               | Calçado                         | 0,566            |  |
| 142               | Bodocó                          | 0,565            |  |
| 143               | Bom Conselho                    | 0,563            |  |
| 144               | Vertente do Lério               | 0,563            |  |
| 145               | Brejo da Madre de Deus          | 0,562            |  |
| 146               | Bonito                          | 0,562            |  |
| 147               | Betânia                         | 0,559            |  |
| 148               | Saloá                           | 0,559            |  |
| 149               | Flores (Pernambuco)             | 0,556            |  |
| 150               | Joaquim Nabuco                  | 0,554            |  |
| 152               | Tacaimbó                        | 0,554            |  |
| 153               | Água Preta                      | 0,553            |  |
| 154               | Ibimirim                        | 0,552            |  |
| 155               | Quipapá                         | 0,552            |  |
| 156               | Xexéu                           | 0,552            |  |
| 157               | Lagoa dos Gatos                 | 0,551            |  |
| 158               | Ipubi                           | 0,550            |  |
| 159               | Jucati                          | 0,550            |  |
| 160               | Capoeiras                       | 0,549            |  |
| 161               | Palmeirina                      | 0,549            |  |
| 162               | Santa Cruz                      | 0,549            |  |
| 163               | São Vicente Férrer (Pernambuco) | 0,601            |  |
| 164               | Santa Maria do Cambucá          | 0,548            |  |
| 165               | Brejão                          | 0,547            |  |
| 166               | Terezinha                       | 0,545            |  |
| 167               | Canhotinho                      | 0,541            |  |
| 168               | Paranatama                      | 0,537            |  |
| 169               | São Joaquim do Monte            | 0,537            |  |
| 170               | Correntes                       | 0,536            |  |
| 171               | Maraial                         | 0,534            |  |
| 172               | Salgadinho (Pernambuco)         | 0,534            |  |
| 173               | Santa Filomena                  | 0,533            |  |
| 174               | Jataúba                         | 0,530            |  |
| 175               | São Benedito do Sul             | 0,530            |  |
| 176               | Poção                           | 0,528            |  |
| 177               | Buíque                          | 0,527            |  |
| 178               | Águas Belas                     | 0,526            |  |
| 179               | Lagoa do Ouro                   | 0,525            |  |
| 180               | Inajá                           | 0,523            |  |
| 181               | Caetés                          | 0,522            |  |
| 182               | Tupanatinga                     | 0,519            |  |
| 183               | Itaíba                          | 0,510            |  |
| 184               | Jurema                          | 0,509            |  |
| IDH-M muito baixo |                                 |                  |  |
| 185               | Manari                          | 0,487            |  |

Os 10 melhores:
| Município               | Localização no Estado |
| ----------------------- | --------------------- |
| Fernando de Noronha     | Território insular    |
| Recife                  | Região Metropolitana  |
| Olinda                  | Região Metropolitana  |
| Paulista                | Região Metropolitana  |
| Jaboatão dos Guararapes | Região Metropolitana  |
| Petrolina               | Sertão                |
| Camaragibe              | Região Metropolitana  |
| Cabo de Santo Agostinho | Região Metropolitana  |
| Carpina                 | Zona da Mata          |
| Abreu e Lima            | Região Metropolitana  |

Os 10 piores:
| Município     | Localização no Estado |
| ------------- | --------------------- |
| Manari        | Sertão                |
| Jurema        | Agreste               |
| Itaíba        | Agreste               |
| Tupanatinga   | Agreste               |
| Caetés        | Agreste               |
| Inajá         | Sertão                |
| Lagoa do Ouro | Agreste               |
| Águas Belas   | Agreste               |
| Buíque        | Agreste               |
| Poção         | Agreste               |

## Evolução do IDH
| 1991 | 0 | 0 | 0  | 5   | 180 |
| 2000 | 0 | 0 | 5  | 27  | 153 |
| 2010 | 0 | 6 | 72 | 106 | 1   |